# Keystone-Kliffs
Die Keystone-Kliffs sind 610 m hohe Kliffs an der Ostküste der westantarktischen Alexander-I.-Insel. Sie bilden die Ostflanke eines Gebirgskamms aus Sedimentgestein zwischen dem Merkur-Gletscher und dem Venus-Gletscher.
Die Kliffs wurden 1936 bei der British Graham Land Expedition  (1934–1937) und 1948 durch den Falkland Islands Dependencies Survey (FIDS) vermessen. Der FIDS benannte die Kliffs so, weil  ihr Gestein (englisch stone) den sinnbildlichen Schlüssel (englisch key) zur allgemeinen tektonischen Struktur des Gebiets darstellt.